# Markus Gassner (Mediziner)
Markus Gassner (* 21. Mai 1945 in Flums) ist ein Schweizer Arzt, klinischer Immunologe und Allergologe. Gassner war in der Schweiz Pionier von Pollenflugmessungen und entdeckte Zusammenhänge bei Allergien.

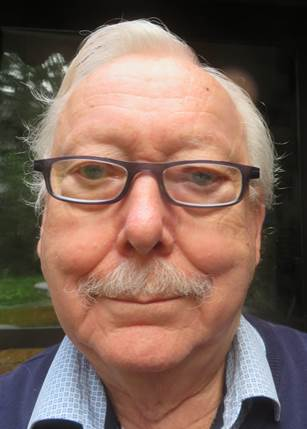
Markus Gassner (2024)

## Leben und Werk
Markus Gassner wuchs in Flums (Kanton St. Gallen) auf. Das Gymnasium schloss er 1965 in Disentis mit der Matura Typ A ab. Anschliessend absolvierte er von 1965 bis 1972 ein Medizinstudium an den Universitäten Fribourg, Paris und Zürich und wurde 1972 mit der Dissertationsarbeit α₁-Fetoprotein, Hepatom und Teratom bei Paul Frick promoviert. Er bildete sich nach dem Schweizer Staatsexamen der Humanmedizin an verschiedenen Orten in Immunologie, Dermatologie, Allergologie, Innerer Medizin und Chirurgie weiter.
Gassner eröffnete 1979 eine Praxis als Hausarzt in der Landgemeinde Grabs. In den Jahren von 1981 bis 2007 war er dort Schularzt. Er hatte dabei auch die Aufgabe, die Berufseignung von Schülern im achten Schuljahr zu untersuchen. Ihn interessierten das Vorkommen von Pollen und deren Wirkung auf die Entstehung von Allergien bei Jugendlichen. Dies führte zum Sammeln entsprechender Daten aus serologischen Tests und 1984 zur Gründung der Gesellschaft Fürstentum Liechtenstein-Werdenberg für Lufthygiene. In der Folge konnte eine Pollenmessstelle auf dem Dach der NTB im benachbarten Buchs SG eingerichtet werden. Sie ist heute die einzige derartige Station im Kanton St. Gallen und die älteste mit kontinuierlichen Auswertungen durch MeteoSchweiz. Dank solchen Pollenbeobachtungen entdeckte Gassner an seinem Standort Pollenflug von Purpurerlen bereits im Dezember, welche Allergien schon vor Weihnachten auslösen können. 2024 betreibt MeteoSchweiz 15 Messstationen als nationales Pollenmessnetz in den wichtigsten Klima- und Vegetationsräumen.
Gemäss Verordnung über den Schularztdienst im Kanton St. Gallen von 1931 hatte der Schularzt die Aufgabe, im letzten Schuljahr «die Berufsfrage abzuklären». Weil 1982 keine Messdaten über die Risiken infolge Allergien vorlagen, organisierte er mit dem Schweizerischen Nationalfonds eine Studie über die Häufigkeit allergologischer Sensibilisierungen (Seroprävalenz). Die Adaptation von Bauernkinder konnte über die molekulare Serodiagnostik bestätigt werden. Erfasste Daten aus der Gemeinde Grabs kombiniert mit Daten aus dem Kanton St. Gallen dienten als Basis weiterer Studien im Ausland. Gassner hatte die originelle Idee, die Daten von Subventionen für Kühe mit der Anzahl Schulkinder pro Gemeinde des Kantons St. Gallen zu korrelieren. Mit Kollegen in München und Salzburg konnte er seine These allgemeiner bestätigen.
Ein weiteres Arbeitsthema von Gassner betraf die Allergieanfälligkeit von Kindern je nach Art der Geburt. Dass Kinder nach Geburt durch Kaiserschnitt anfälliger sind auf Allergien als Kinder nach natürlicher Geburt, wurde in Beziehung gesetzt mit Daten des Spitals Grabs.
Gassner nahm auch an Abklärungen zur Qualität von Fragebogen bezüglich Vorkommen von Rhinitis teil. Bei Schweizer Kindern und Jugendlichen wurden die Antworten auf solche Fragebogen mit Testresultaten verglichen und der Zusammenhang mit Heuschnupfen untersucht.
Gassner äusserte sich zu weiteren Themen wie Volksimpfungen, besonders in seiner Schulgemeinde Grabs. Er kämpfte für die Übernahme der Impfkosten durch die Krankenkassen. Auch ässerte er sich zur Ausbildung von Ärzten. und zur Tätigkeit als Hausarzt.

## Weitere Tätigkeiten und Mitgliedschaften
- Präsident Schweizerische Gesellschaft für Aerobiologie
- Schweizerische Meteorologische Anstalt: Nationales Pollenmessstellennetz
- Ehrenmitglied Schweizerische Gesellschaft für Allergologie und Immunologie
- Schweizerische Akademie der Medizinischen Wissenschaften
- Schweizerische Gesellschaft für Sozial- und Präventivmedizin

- Historischer Verein des Kantons St. Gallen
- Schweizerische Gesellschaft für Volkskunde
- Präsident röm.-kath. Kirchenverwaltung Buchs-Grabs

## Veröffentlichungen (Auswahl)
- Markus Gassner: Publications. In: researchgate.net.
- Fortschritt durch Bildung, Wissenschaft und Zusammenarbeit: 150 Jahre Ärzteverein Werdenberg Sargans: 1863–2013. Festschrift. Hrsg.: Ärzteverein Werdenberg Sargans.
- mit Regula Gehrig, Peter Schmid-Grendelmeier: Alder pollen of Alnus spaethii at Christmas: from epidemiology of molecular allergens to the political solution. In; Clinical and Translational Allergy. Bd. 4, Nr. 2, 17. März 2014 (englisch).
- mit Peter Schmid-Grendelmeier, Bernard Clot: Ash pollen allergy and aerobiology. In: Allergo Journal International. Bd. 28, Nr. 7, 30. September 2019, S. 289–298 (englisch).

## Privat
Gassner ist verheiratet und hat zwei Töchter.